# Mädchen in Uniform
Mädchen in Uniform (Raparigas de Uniforme (título em Portugal) ou Senhoritas em Uniforme (título no Brasil)) é um filme alemão do género drama romântico, realizado por Leontine Sagan e escrito por Friedrich Dammann, com base na peça teatral Gestern und heute de Christa Winsloe. Foi protagonizado por Hertha Thiele e Dorothea Wieck. Estreou-se na Alemanha a 27 de novembro de 1931.

## Elenco
- Hertha Thiele como Manuela von Meinhardis
- Dorothea Wieck como educadora von Bernburg
- Gertrud de Lalsky como Vossa Excelência von Ehrenhardt, a tia de Manuela
- Emilia Unda como matrona
- Marte Hein como protetora da escola
- Hedwig Schlichter como rapariga von Kesten
- Lene Berdolt como rapariga von Gärschner
- Lisi Scheerbach como senhora Oeuillet
- Margory Bodker como senhora Evans
- Erika Mann como rapariga von Attems
- Ellen Schwanneke como Ilse von Westhagen
- Annemarie von Rochhausen como condessa Edelgard Mensberg
- Ilse Winter como Marga von Rasso
- Charlotte Witthauer como Ilse von Treischke
- Erika Biebrach como Lilli von Kattner
- Else Ehser como Garderobiere Elise
- Ethel Reschke como Oda von Oldersleben
- Doris Thalmer como Mariechen von Ecke

## Reconhecimentos
| Ano  | Prémios                  | Categorias                   | Destinatários e nomeados | Resultado | Referências |
| ---- | ------------------------ | ---------------------------- | ------------------------ | --------- | ----------- |
| 1932 | Festival de Veneza       | Melhor perfeição técnica     | Leontine Sagan           | Venceu    | [ 4 ]       |
| 1932 | National Board of Review | Melhores filmes estrangeiros | Mädchen in Uniform       | Venceu    | [ 5 ]       |
| 1933 | Prémios Kinema Junpo     | Melhor filme estrangeiro     | Mädchen in Uniform       | Venceu    | [ 6 ]       |